# Kalle Larsson (fotbollsspelare)
Kalle Ludvig Larsson, född 23 mars 1998 i Lund, är en svensk fotbollsspelare som spelar för Lunds BK.

## Karriär
Larsson är uppväxt i Löddeköpinge och började spela fotboll som femåring i IF Lödde. Som 17-åring gick Larsson till Lunds BK, där han efter spel i U17 och U19-laget blev uppflyttad i A-laget. Mellan 2017 och 2020 spelade han för klubben i Division 1 och Division 2.
Den 25 augusti 2020 värvades Larsson av Trelleborgs FF, där han skrev på ett 2,5-årskontrakt. Larsson debuterade i Superettan den 29 augusti 2020 i en 0–2-förlust mot Jönköpings Södra, där han blev inbytt i den 63:e minuten mot Niklas Vesterlund.
I mars 2022 lånades Larsson ut till IFK Malmö på ett säsongslån. I januari 2023 återvände han till Lunds BK.